# カブレラ・ストーン

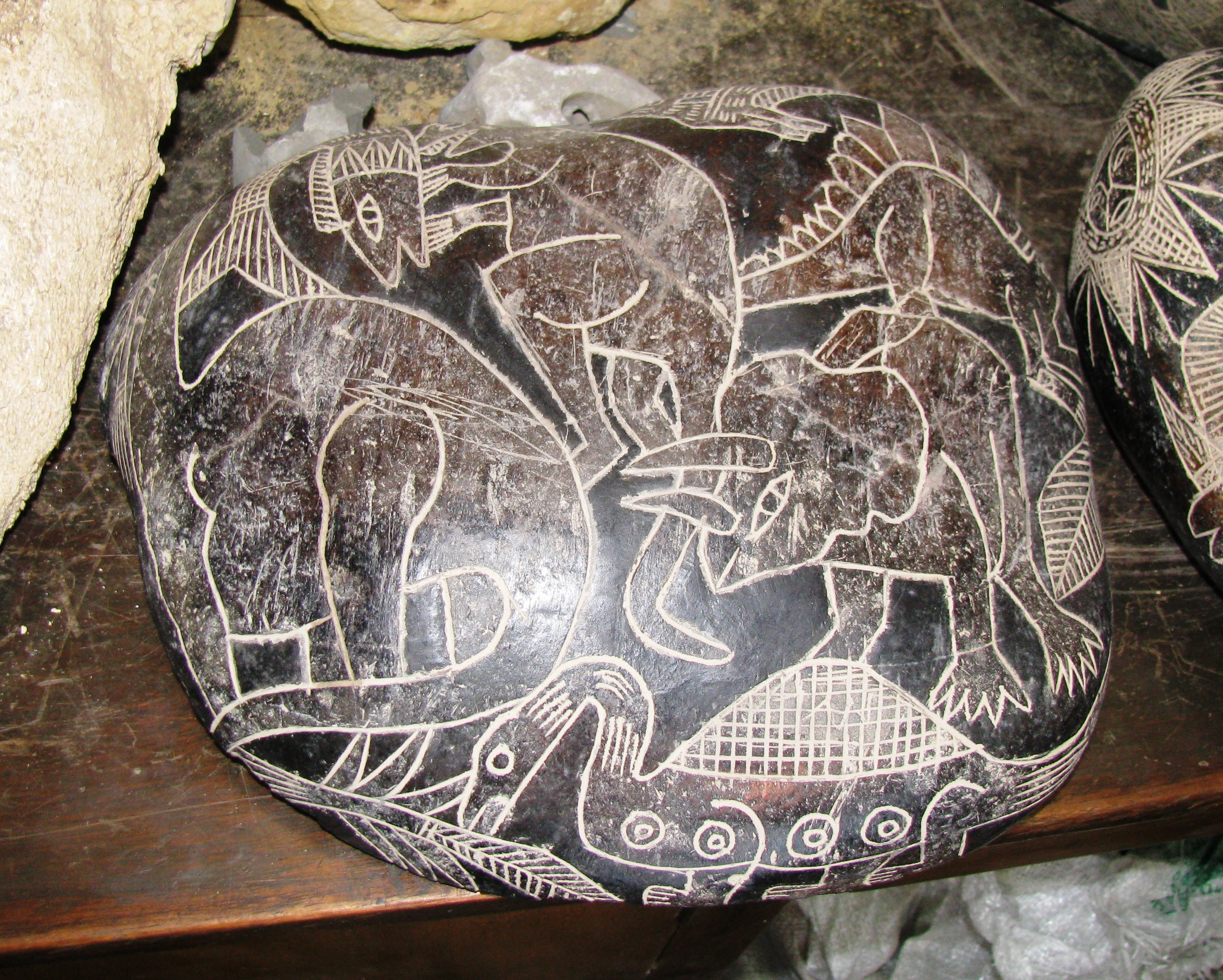
恐竜のカブレラ・ストーン

カブレラ・ストーン（英: Cabrera Stones）は、南米ペルーの内科医ハビエル・カブレラ（西: Javier Cabrera）が所有する1万5,000点以上にわたる彫刻石のコレクションのことを示す。

## 概要
石の中には恐竜と人間が共存するかのような絵もあり、恐竜生存説或いは超古代文明を示すオーパーツといわれた。別名、イカの石(Ica stones)、ICAの模様石とも呼ばれる。
当初から、彫刻の彫りが鋭すぎて古いものではありえないといわれていた。後にイギリスBBCの取材に対して、石を作った者も名乗り出たことで論争には終止符が打たれている。石に歯科用のドリルで彫刻した後、靴墨を塗って火であぶって古めかしい雰囲気を出していたもので、肯定派は石の表面の酸化度合いによる年代測定結果を持ち出すが、もし火であぶっていれば、酸化による年代測定では古い結果が出て当然である。